# Egypt Central
Egypt Central est un groupe américain de rock créé en 2002 et est originaire de Memphis, dans le Tennessee. Le groupe tire son nom de la plus grande route traversant Memphis. Le groupe se sépare en 2012, après une décennie d'activité. Le groupe annonce son retour en 2019 après 7 ans d'inactivité. 

## Historique

### Débuts (2002–2010)
Egypt Central est formé le 2 octobre 2002 à Memphis, Tennessee. Après un an d'écriture et d'enregistrement, ils finissent par générer un buzz dans leur ville natale. Après huit concerts, ils attirent l'attention de l'ancien PDG de Lava Records, Jason Flom. Flom offre alors au groupe un contrat d'enregistrement après avoir vu leurs performances live. L'album éponyme d'Egypt Central fut enregistré avec le producteur Josh Abraham à Los Angeles. 
Il connaît de nombreux retards avant d'être finalement publié par Fat Lady Music le 15 janvier 2008. Deux singles sont publiés pour promouvoir l'album : You Make Me Sick et Taking You Down. Ces deux titres font également partie de la bande-son du jeu vidéo WWE SmackDown vs. Raw 2009. Ils jouent avec des groupes comme Disturbed, Seether, Sevendust, Hurt, Red et In This Moment, ainsi que beaucoup d'autres.

### White Rabbit(2010–2012)
Egypt Central finit de travailler sur son deuxième album studio intitulé White Rabbit en décembre 2010 avec le producteur Skidd Mills. À sa sortie le 31 mai 2011, l'album reçoit de nombreux commentaires positifs,. La chanson éponyme de l'album, White Rabbit, est publiée en tant que premier single le 1er mars 2011. 
Le groupe part en tournée entre mars et mai 2011 sur la tournée A Tour of the American Dream avec Cold et Kopek. Ils enchaînent ensuite avec leur tournée phare Down The Hole Tour accompagnés de Abused Romance, et Candlelight Red en juin, et de Burn Halo et Red Line Chemistry en juillet 2011. En plus de leurs apparitions dans plusieurs festivals, le groupe fait une brève apparition aux côtés de Hinder, Saving Abel et Adelitas Way en août. Le groupe soutiendra Pop Evil sur un certain nombre de concerts en septembre, suivi par une autre série de concerts avec Hinder en octobre 2011.

### Post-séparation (2012–2014)
Après un an d'inactivité, le groupe se sépare en 2012. Après deux ans de silence, le batteur Blake Allison et le Bassiste Joey Chicago sortent, le 19 août 2014, un album de titres rares et inédits du groupe Egypt Central composé de sept titres dont trois nouveaux que sont Cliché, Citizen Radio et Wake Up In Flames. Joey Chicago et Blake Allison ont ensuite tournés la page Egypt Central pour se consacrer a leur nouveau groupe Devour the Day.

### Réunion et sortie de l'EPBurn With Youen 2021 (2019-...)
Le 1er avril 2019, un teaser vidéo est disponible sur la page Facebook du groupe. Ce teaser cryptique annonce un nouveau titre accompagné d'une date : 06-06-19. Le 6 juin 2019, Egypt Central sort donc un nouveau single Raise the Gates, confirmant ainsi une réunion du groupe. Le 18 juin 2019, un autre teaser apparaît sur le Facebook et l’Instagram du groupe accompagné d'une nouvelle date : 05-07-19. Le 5 juillet 2019, Egypt Central sort le single Dead Machine sur leur chaîne YouTube. Le 13 avril 2020, Egypt Central sort un autre single, Over Soon, sur toutes les plateformes. Le 20 Octobre 2020, le groupe annonce sur son Instagram la sortie de Hunted, leur nouveau single, pour le 20 Novembre. Un autre single, Let Me Out, sort le 30 Avril 2021.   
Un EP dénommé Burn With You sort le 9 juillet 2021. Le 5 décembre 2021, le groupe sort un nouveau single, Beautiful Misery en duo avec le rappeur Mikes Dead. Le 10 mars 2022, le groupe sort un nouveau single No Place Like Home sur leur chaîne YouTube.  

## Membres

### Membres actuels
- John Falls – chant
- Joey Chicago – basse
- Blake Allison – batterie, percussions

### Anciens membres
- Jeff James – guitare solo
- Heath Hindman - guitare
- Chris D'Abaldo (membre fondateur, ex-guitariste de Saliva) - guitare

## Discographie

### Albums studio
- 2008 : Egypt Central
- 2011 : White Rabbit
- 2014 : Murder in the French Quarter

### Extended Play (EP)
- 2021 : Burn With You

### Singles
- 2007 : You Make Me Sick
- 2008 : Taking You Down
- 2011 : White Rabbit
- 2019 : Raise the Gates
- 2019 : Dead Machine
- 2020 : Over Soon
- 2020 : Hunted
- 2021 : Let Me Out
- 2021 : Burn With You
- 2021 : Beautiful Misery
- 2022 : No Place Like Home

## A voir
- Devour the Day